# Koupaliště Zákupy
Zákupské koupaliště (též Velký zákupský rybník) bylo upraveno pro koupání v roce 1933 a dodnes svému účelu slouží i s přilehlým kempem. Je v katastru města Zákupy v okrese Česká Lípa, napájeno Rybničním potokem a vodou z vodojemu u Bohatic. 

## Základní údaje
Koupaliště na Zákupském rybníce je ve střední části okresu Česká Lípa, v Zákupské pahorkatině, v mapách i publikacích značené i jako Velký zákupský rybník či jen Zákupský rybník.Místní koupaliště zde fungovalo od roku 1922. S jeho přebudováním bylo započato 25. května 1933, slavnostní otevření bylo 2. června 1935.
Rybník je napájen od východu Rybničním potokem, protékajícím nedalekým Malým zákupským rybníkem, a vodou z vodojemu u Bohatic. Odtok je krátký, ústí do říčky Svitavky a spolu s ní je součástí povodí Ploučnice. Koupaliště je na okraji města při výpadovce na Mimoň. Zhruba 300 metrů od něj je železniční zastávka Božíkov na trati Česká Lípa – Liberec. Žádná značená turistická trasa ke koupališti nevede.
V roce 1989 byl areál označován jako veřejné tábořiště provozované Městským národním výborem v Zákupech v období od 1. června do 31. srpna. Jeho rozloha byla 40 205 m² včetně 5 000 m2 určeného pro stanování. Parkování bylo možné před koupalištěm. Ve vybavení byla WC, pitná voda z vodovodní sítě, krytá umývárna a sprchy se studenou vodou, dětské pískoviště, houpačky a skluzavky. Provoz restaurace a obsluha areálu byla pouze v provozované době. Přírodní koupaliště mělo hloubku do 3 metrů, s vyznačenými místy pro děti a neplavce.
Postupem času byl areál zmodernizován, byly postaveny rekreační chatky, 95 metrů dlouhý tobogán a hřiště pro plážový volejbal. Město areál občas využívá pro různé společenské akce typu Zákupských slavností.

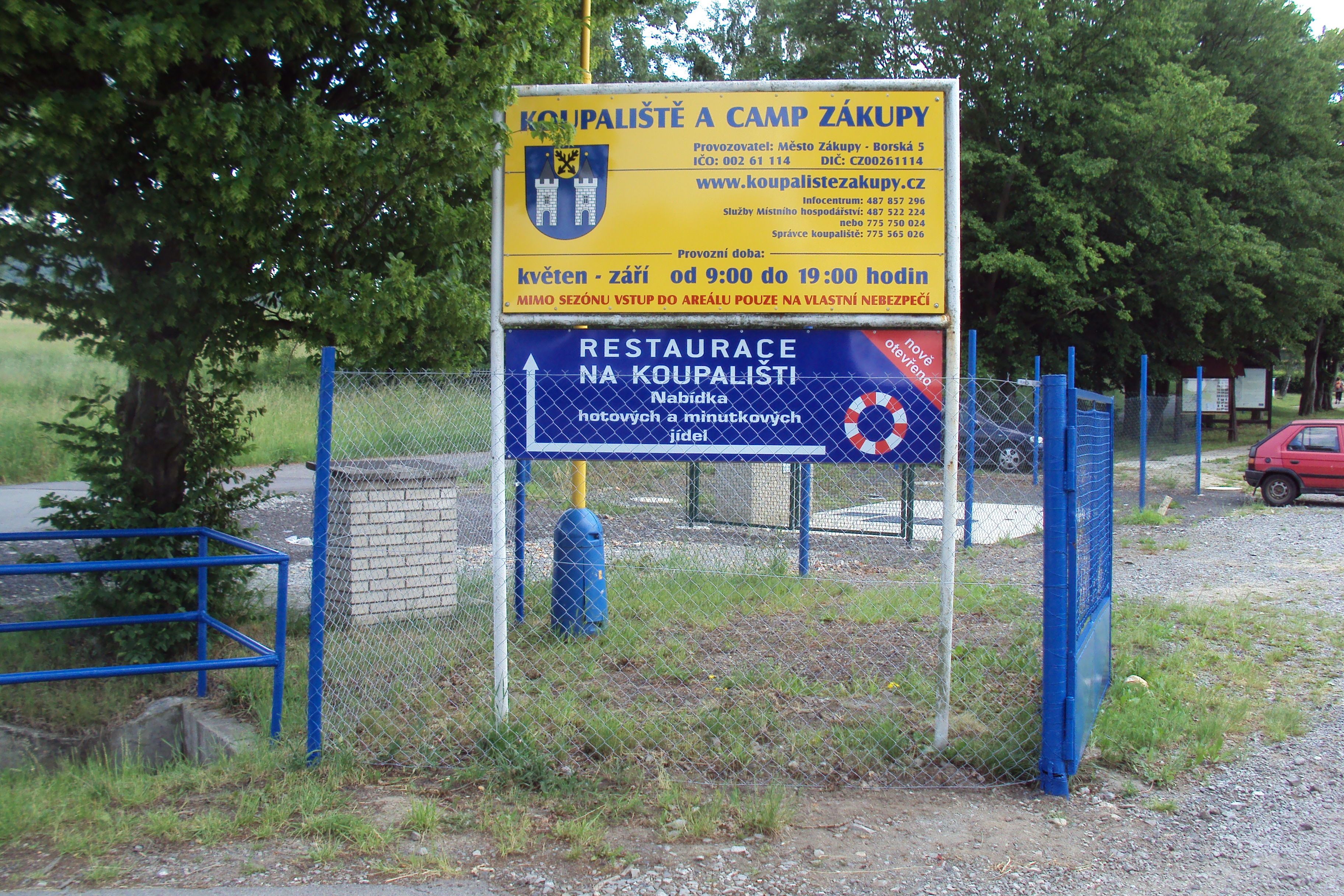
Vchod do areálu kempu a koupaliště

## Rybaření
Protože koupaliště je stále i přírodním rybníkem, jsou zde chovány i ryby (kapři, amuři) a občas je prováděn jejich výlov. Rybník - koupaliště byl dlouhou dobu ve správě zákupské pobočky Českého rybářského svazu, po roce 2009 je spravován městem, resp. jeho provozovnou služeb.

## Problémy s hygienou
Občas je koupání hygieniky nedoporučeno kvůli sinicím či cerkáriím. Město nepříznivou situaci řeší nasazením kaprů, sekáním rákosí.

## Akce města
V areálu koupaliště bývají pořádány různé společenské či zábavné akce pro veřejnost, jako například Zákupské slavnosti nebo Den zákupského koupaliště.